# Arrondissement de Grottkau

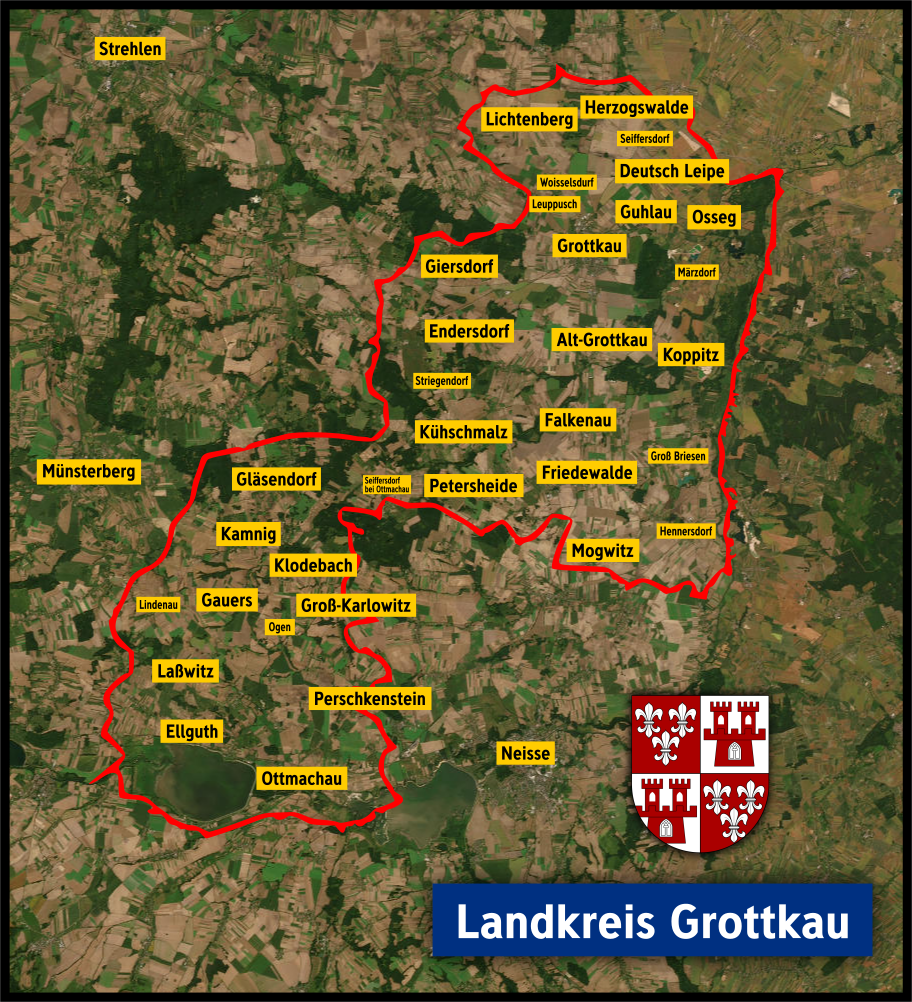
Vue aérienne de l'arrondissement avec localisation des localités

L'arrondissement de Grottkau est un arrondissement prussien de Haute-Silésie qui existe de 1742 à 1945. Son chef-lieu est la ville de Grottkau. L'ancien territoire de l'arrondissement fait désormais partie de la voïvodie polonaise d'Opole .

## Histoire
Après la conquête de la majeure partie de la Silésie par la Prusse en 1741, les structures administratives prussiennes sont introduites en Basse-Silésie par l'ordre du cabinet royal du 25 novembre 1741. Celles-ci comprennent la création de deux chambres de guerre et de domaine (de) à Breslau et Glogau ainsi que leur division en arrondissements et la nomination d'administrateurs d'arrondissement le 1er janvier 1742
Dans la principauté de Neisse, l'une des sous-principautés silésiennes, les arrondissements prussiens de Grottkau et Neisse (de) sont formés à partir des anciens faubourgs silésiens de Grottkau et Neisse. Johann Ferdinand von Printz est nommé premier administrateur de l'arrondissement de Grottkau,. L'arrondissement de Grottkau est initialement subordonné à la Chambre de guerre et de domaine de Breslau et est affecté au district d'Oppeln de la province de Silésie au cours des réformes Stein-Hardenberg.
Au cours d'ajustements frontaliers entre les districts de Silésie, l'arrondissement de Grottkau cède en 1816 la ville de Wansen et les villages d'Alt Wansen, Bischwitz, Halbendorf, Johnwitz, Knischwitz et Spurwitz à l'arrondissement d'Ohlau. En 1817, l'arrondissement cède également le village de Gallenau à l'arrondissement de Frankenstein-en-Silésie et les villages de Brucksteine, Gollendorf, Herbsdorf, Hertwigswalde, Kattersdorf Liebenau, Neuhaus, Nieder Pomsdorf et Ober Pomsdorf à l'arrondissement de Münsterberg.
Lors de la réforme des arrondissements du 1er janvier 1818 dans le district d'Oppeln, les limites de l'arrondissement sont modifiées comme suit :
- Les villages de Jentsch et Stephansdorf sont transférés de l'arrondissement de Grottkau vers l'arrondissement de Neisse.
- Les villages de Grüben et Sonnenberg sont transférés de l'arrondissement de Grottkau vers l'arrondissement de Falkenberg-en-Haute-Silésie.
- Les villages d'Eckwertsheide, Friedewalde, Geltendorf, Groß Briesen, Hennersdorf, Koppendorf, Mogwitz, Petersheide et Schönheide sont transférés de l'arrondissement de Neisse vers l'arrondissement de Grottkau.

Le 8 novembre 1919, la province de Silésie est dissoute et la nouvelle province de Haute-Silésie est formée à partir du district d'Oppeln. Le 30 septembre 1929, une réforme territoriale a lieu dans l'arrondissement de Grottkau, conformément à l'évolution du reste de l'État libre de Prusse, dans laquelle presque tous les districts de domaine sont dissous et attribués aux communes voisines. Seul le bassin de retenue d'Ottmachau (de), créé le 1er avril 1935, est resté en tant que district de domaine indépendant.
Le 1er avril 1938, les provinces prussiennes de Basse-Silésie et de Haute-Silésie sont fusionnées pour former la nouvelle province de Silésie. Le 18 janvier 1941, la province de Silésie est à nouveau dissoute et la nouvelle province de Haute-Silésie est formée à partir des districts de Kattowitz et d'Oppeln.
Au printemps 1945, le territoire de l'arrondissement est occupée par l'Armée rouge. À l'été 1945, le territoire de l'arrondissement est placée sous administration polonaise par la puissance occupante soviétique conformément à l'Accord de Potsdam (de). L'afflux de civils polonais commence alors dans l'arrondissement, dont certains viennent des zones situées à l'est de la ligne Curzon tombée aux mains de l'Union soviétique. Dans la période qui suit, la majeure partie de la population allemande est expulsée de l'arrondissement ; Ceux qui restent n’ont pas le droit d’utiliser la langue allemande

## Évolution de la démographie
| Année | Habitants | Source |
| ----- | --------- | ------ |
| 1795  | 31 058    | [ 12 ] |
| 1819  | 29 605    | [ 13 ] |
| 1846  | 39 371    | [ 14 ] |
| 1871  | 44 279    | [ 15 ] |
| 1885  | 45 105    | [ 16 ] |
| 1900  | 40 566    | [ 17 ] |
| 1910  | 40 610    | [ 17 ] |
| 1925  | 39 553    | [ 9 ]  |
| 1939  | 40 157    | [ 9 ]  |

## Administrateurs de l'arrondissement
| - 17420000000Johann Ferdinand von Printz (de) - 1745–175200Johann Wenzel von Studnitz und Jeroltschütz (de) - 1754–175900Johann Carl von Sulkowsky - 1759–176400Balthasar Leopold von Brauchitsch (de) - 1766–178000Carl Friedrich Wilhelm von Reibnitz (de) - 1780–179600Johann August Wilhelm von Koppy (de) - 1796–180300Johann Eugen von Hundt und Alten Grottkau (de) - 1803–180500Johann Ernst Joseph Henn von Henneberg (de) - 1805–180900Carl Ludwig Silvius Wilhelm von Königsdorff (de) - 1809–182400Johann von Printz - 1824–184500Georg von Ohlen - 1845–184900von Sierstorpff - 1849–185700Richard von Maubeuge - 1848–184900Arthur Hobrecht | - 1857–186300Karl Rudolf Friedenthal - 1869–187300Arthur Roderich Zimmer - 1874–187900Kurt von Ohlen und Adlerskron (de) - 1879–188800Maximilian von Garnier (de) - 1888–189000Gustav Drescher (de) - 1891–189700Hermann von Richthofen - 1898–191900Franz Thilo (de) - 1919–192600August Kuhn - 1926–193300Werner Martinius - 1933–193500Josef Klings - 1935–193700Erich Jüttner (de) - 1938–194000Bernhard von Derschau (de) - 1940–194500Hermann Sellschopp |

## Constitution municipale
Depuis le XIXe siècle, l'arrondissement de Grottkau est divisé en villes, en communes rurales et en districts de domaine. Avec l'introduction de la loi constitutionnelle prussienne sur les communes du 15 décembre 1933 ainsi que le code communal allemand du 30 janvier 1935, le principe du leader est appliqué au niveau municipal. Une nouvelle constitution d'arrondissement n'est plus créée; Les règlements de l'arrondissement pour les provinces de Prusse-Orientale et Occidentale, de Brandebourg, de Poméranie, de Silésie et de Saxe du 19 mars 1881 restent applicables.

## Communes
L'arrondissement de Grottkau comprend récemment deux villes et 65 communes, :
| - Alt Grottkau - Auenrode - Boitmannsdorf - Breitenfeld - Deutsch Leippe - Eckwertsheide - Eichenau-en-Haute-Silésie - Eichengrund - Endersdorf - Falkenau - Feldheim - Friedewalde - Gauwald - Geltendorf - Giersdorf - Gläsendorf - Groß Briesen | - Groß Karlshöh - Grottkau, ville - Guhlau - Gührau - Halbendorf - Hennersdorf - Herzogswalde - Hochdorf - Höhendorf - Hönigsdorf - Johnsdorf - Klein Karlshöh - Klein Mahlendorf - Klein Neudorf - Klodebach - Koppendorf - Koschpendorf | - Kühschmalz - Lärchenhain - Leuppusch - Lichtenberg - Lindenau - Lobedau - Märzdorf - Mühlrain - Neuensee - Niederseiffersdorf - Niklasdorf - Nittersdorf - Ottmachau, ville - Perschkenstein - Petersheide - Rogau - Schöning | - Schützendorf - Schwarzengrund - Seiffersdorf bei Ottmachau - Steinhaus - Striegendorf - Tharnau b. Grottkau - Tiefensee - Ullersdorf - Voigtsdorf - Waldreuth - Weißach - Winzenberg - Woisselsdorf - Würben - Zauritz - Zedlitz |

Incorporations jusqu'en 1939
| - Nieder Kühschmalz, le 1er avril 1905 à Kühschmalz - Ober Kühschmalz, le 1er avril 1905 à Kühschmalz - Schönheide, le 1er avril 1939 à Petersheide - Tharnau bei Ottmachau, le 1er janvier 1931 à Gauers - Bittendorf, le 1er janvier 1935 à Klein Mahlendorf - Gräditz, le 1er janvier 1935 à Matzwitz - Sarlowitz, le 1er janvier 1935 à Ottmachau | - Laskowitz, le 1er janvier 1935 à Perschkenstein - Weidich, le 1er janvier 1935 à Perschkenstein - Satteldorf, Pillwösche le 1er janvier 1935 - Klein Zindel, le 1er juillet 1932 à Kühschmalz - Reisendorf, le 17 octobre 1928 à Klein Karlowitz - Kroschen, le 30 septembre 1928 à Falkenau |

## Changements de noms de lieux
En 1936, plusieurs communes de l'arrondissement de Grottkau sont renommées (certaines à plusieurs reprises), :
| - Ellguth → Neuensee - Gauwald → Gauwald - Graschwitz → Schöning - Groß Karlowitz → Gross Karlshöh - Kamnig → Steinhaus - Klein Karlowitz → Klein Karlshöh - Koppitz → Schwarzengrund - Laßwitz → Höhendorf - Matzwitz → Mühlrain - Mogwitz → Breitenfeld | - Nitterwitz → Lindenberg → Nittersdorf - Ogen → Feldheim - Osseg → Auwaldau → Auenrode - Pillwösche → Weißach - Reisewitz → Eichengrund - Starrwitz → Waldreuth - Tschauschwitz → Hohenau → Hochdorf - Tscheschdorf → Lärchenhain - Woitz → Eichenau |

## Personnalités liées à l'arrondissement
- Constantin Wilhelm Lambert Gloger (1803-1863), zoologiste né à Kasischka.
- Fedor von Winckler (1813-1895), général né à Mogwitz.
- Wilhelm Hinner (1868-1930), rosiériste né à Endersdorf.
- Paul Hoenscher (1887-1937), homme politique né à Klein Neudorf.
- Hubert Jedin (1900-1980), historien né à Groß Briesen.